# Єлизарєво (Нижньогородська область)
Єлизарєво (рос. Елизарьево) — село в Дивеєвському районі Нижньогородської області Російської Федерації.
Населення становить 693 особи. Входить до складу муніципального утворення Єлизарєвська сільрада.

## Історія
Від 2009 року входить до складу муніципального утворення Єлизарєвська сільрада.

## Населення
| 2002 | 2010 |
| ---- | ---- |
| 769  | ↘693 |